# Namichiga
Namichiga è una circoscrizione rurale (rural ward) della Tanzania situata nel distretto di Ruangwa, regione di Lindi. Conta una popolazione di 5 165 abitanti (censimento 2012).